# Andrew Doyle
Andrew Doyle (ur. 2 lipca 1960 w Dublinie) – irlandzki polityk, rolnik i samorządowiec, deputowany.

## Życiorys
Kształcił się w szkole rolniczej Rockwell Agricultural College. Zajął się prowadzeniem rodzinnego gospodarstwa rolnego w hrabstwie Wicklow. Zaangażował się w działalność polityczną w ramach Fine Gael. W latach 1999–2007 był radnym hrabstwa, w latach 2005–2006 pełnił funkcję przewodniczącego rady.
W 2007 po raz pierwszy został wybrany na posła do Dáil Éireann. Z powodzeniem ubiegał się o reelekcję w wyborach w 2011 i 2016. W 2016 powołany na ministra stanu (niewchodzącego w skład gabinetu) do spraw żywności, leśnictwa i ogrodnictwa. Zajmował to stanowisko do 2020.